# 城市化
城市化（英語：urbanisation），又称城镇化、都市化，是指原本人口密度较低的聚居地因为人口逐步聚集、经济活动日益频繁、基础设施规模进一步扩大而变成城市因而引起一系列经济社会变化的过程，其实本质是经济结构、社会结构和空间结构的变迁。从经济结构变迁看，城市化过程是农业活动逐步向非农业活动转化和产业结构升级的过程；从社会结构变迁看，城市化是农村人口逐步转变为城镇人口以及城镇文化与生活方式和价值观念向农村扩散的过程；从空间结构变迁看，城市化是各种生产要素和产业活动向城镇地区聚集以及聚集后的再分散过程。在对城市化质量进行综合评价中，要考虑城市发展质量、城乡协调程度、城市化带来的文明成果以及为此付出社会、经济、环境等方面的代价。

## 詞源
“城市化”的概念最早源于1867年西班牙工程师塞达（Ildefons Cerdà）的著作《城市化基本理论》（西班牙語：Teoría General de la Urbanización），他使用了（=英語，城市化）一詞來描述乡村向城市演变的过程。至20世纪，这一名词已经在全世界范围内被多数学者所接受。

## 指標

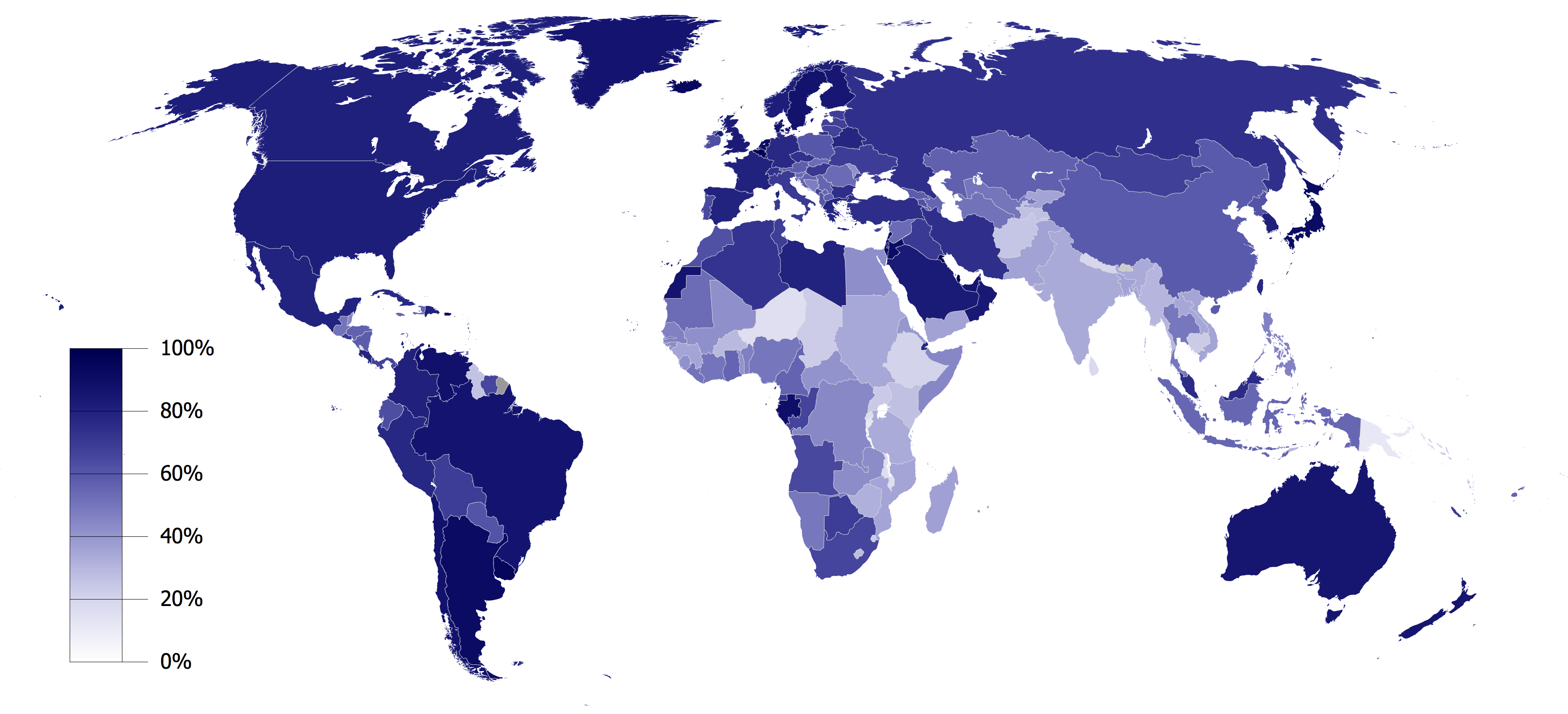
2018年各國家、地區的城市化程度

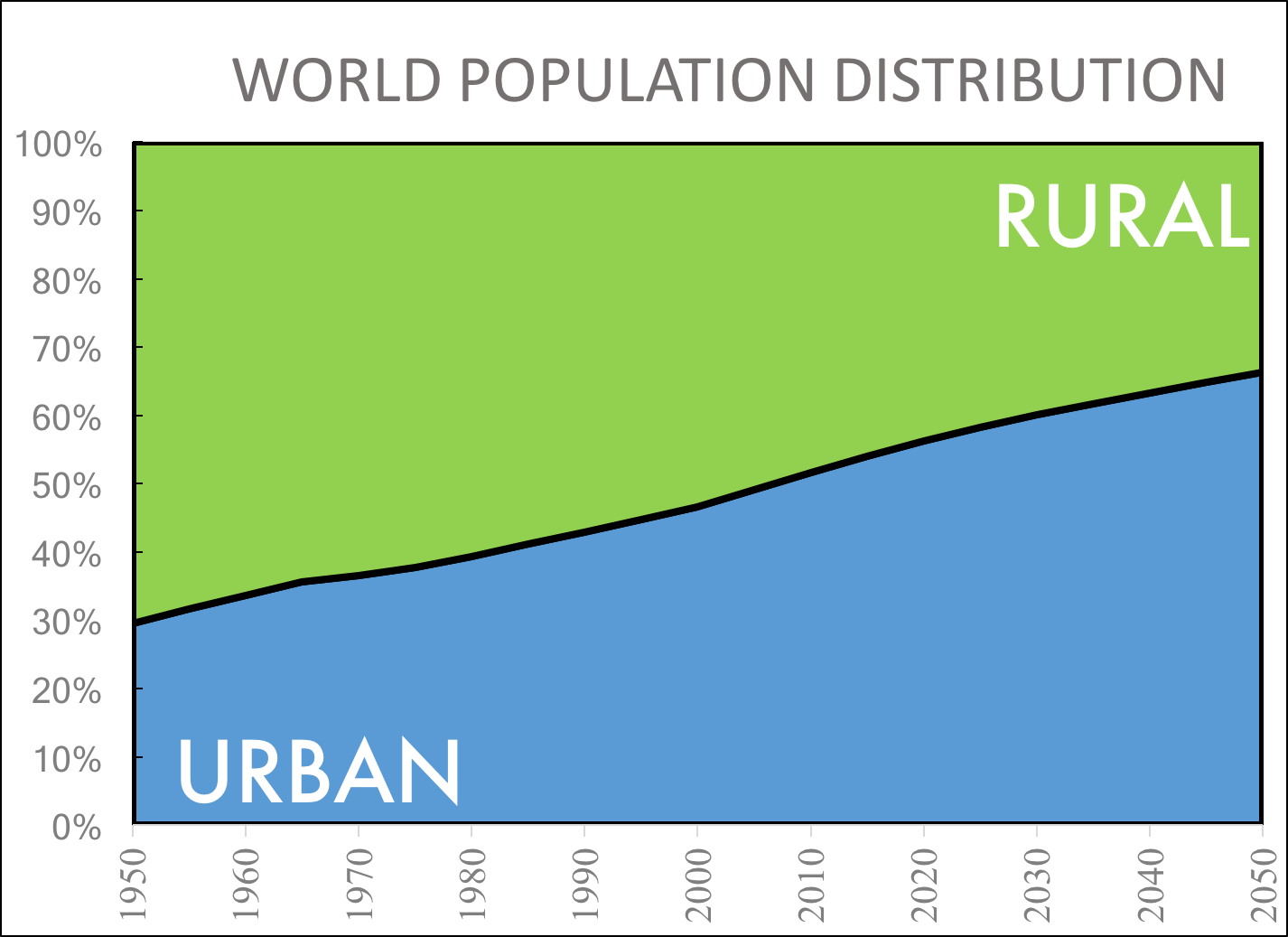
全球城乡人口的变化趋势（含预测）

城镇化水平，又称城市化率，是衡量一个特定区域内城市化发展程度的数量指标，它的具体计算一般使用一定地域内的城市人口占总人口百分比来表示，但因统计口径会存在差异。

### 评价体系
除单独的人口比率衡量外，衡量城市化水平还有一整套整体的评价体系，包括：城市人口比重，包括非农业人口、居住城区的农业人口和流动人口三者总和占辖区内总人口的比重、适龄人口的中学入学率、人均国内生产总值、城市第三产业占国内生产总值比重、城市人均道路铺装长度、城市用自来水普及率、城市人均住房面积、万人拥有医生数和人均公共绿地面积等指标。
在城市化质量综合评价中，不仅要考虑城市发展质量，还要考虑城乡协调程度；不仅要考虑城市化带来的文明成果，还要考虑为此付出社会、经济、环境等方面的代价。为此，本评价遵循代表性、系统性、可操作性原则，从城市自身发展质量、城市化推进效率、城乡协调程度等三个方面，构建城市化质量综合评价指标体系。

## 机制

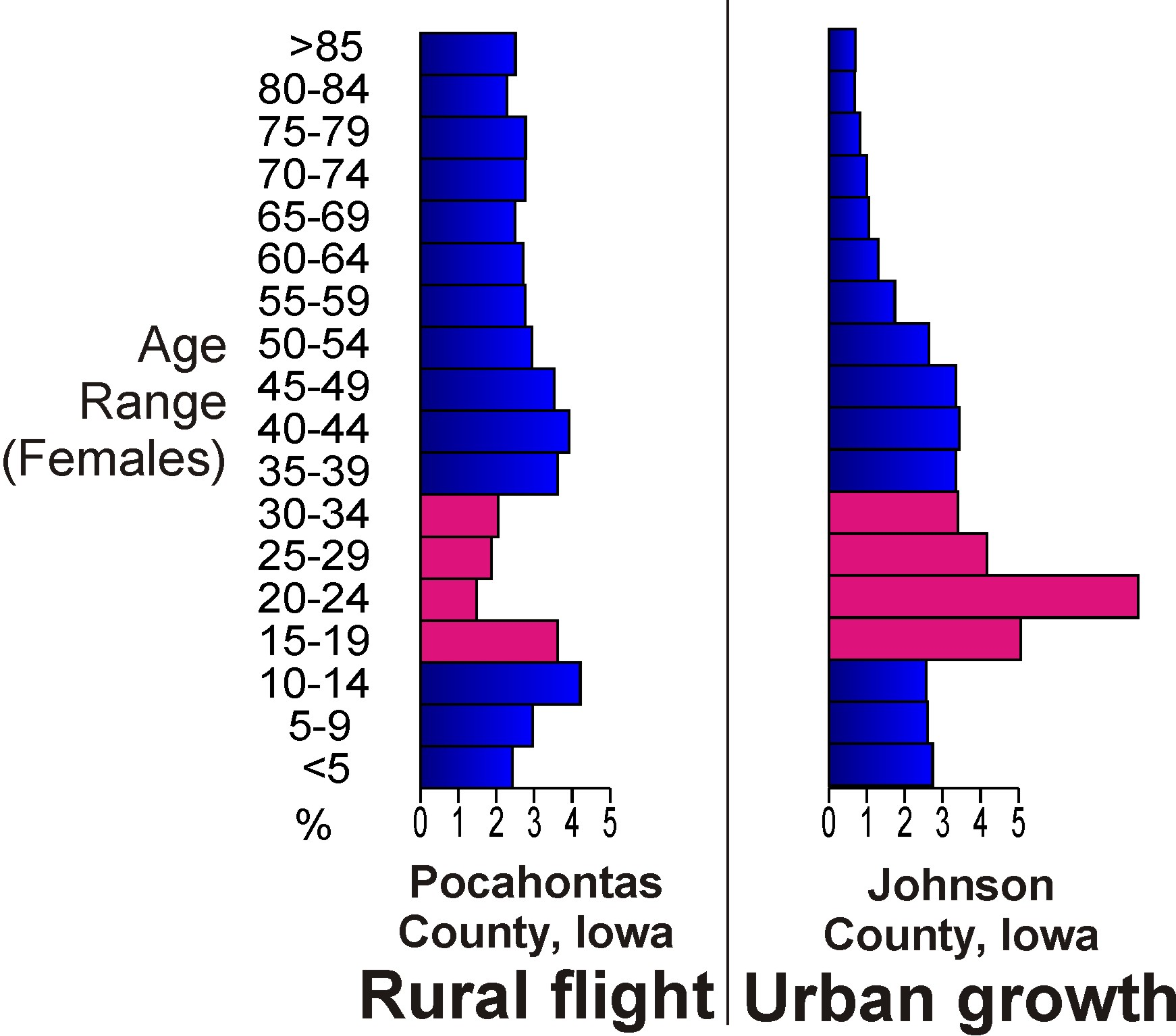
城市化的另一面即為農村人口外流。圖為爱荷华州农村波卡洪塔斯縣（左）与爱荷华州约翰逊县城区（右）之间的人口年龄比较，显示了爱荷华州的年轻人（红色）到城市中心的流动

城市是人类第二次劳动大分工，即农业和手工业分离后的产物。因此，农业生产力的发展是城市兴起的一般前提，其中可再分为以下两个方面：
- 第一前提：剩余粮食的生产能力
城市是从事第二产业（广义工业）、第三产业（广义服务业）的人口集中的地方，不进行第一产业（广义农业）生产，需要由外界提供农产品。这要求农村拥有剩余的粮食生产能力。因此，世界上第一批城市都诞生在农业发达的地区，如尼罗河流域（古埃及）、两河流域（美索不达米亚）、印度河流域（印度河流域文明）和黄河流域（华夏文明）。
- 第二前提：剩余农业劳动力
除了粮食生产出现剩余以外，农村必须提供由劳动能力的剩余人口，即必须出现一批专门从事非农业活动的人口，城市才会出现。

对于城市化的动力结构，不同学科有不同的看法。从经济增长的角度看，概括起来包括以下方面：
- 工業化：近代城市化与工业化密切相关。由于各类劳动过程的相互依赖性，企业间的横向联系增强，形成更为复杂的生产网络。企业会集聚以降低他们之间联系的空间成本，以追求集聚经济。
- 第三产业：第三产业的特点是需要人与人之间面对面的交流，而且门类众多，只有在城市才能找到与之匹配的劳动力。因此，第三产业成为了现代城市的主要就业部门。
- 经济增长：从经济学角度看，集聚经济和规模经济的作用产生了城市化。经济增长带来城市化水平的提高，而城市化水平提高又加速经济增长。

### 影响因素

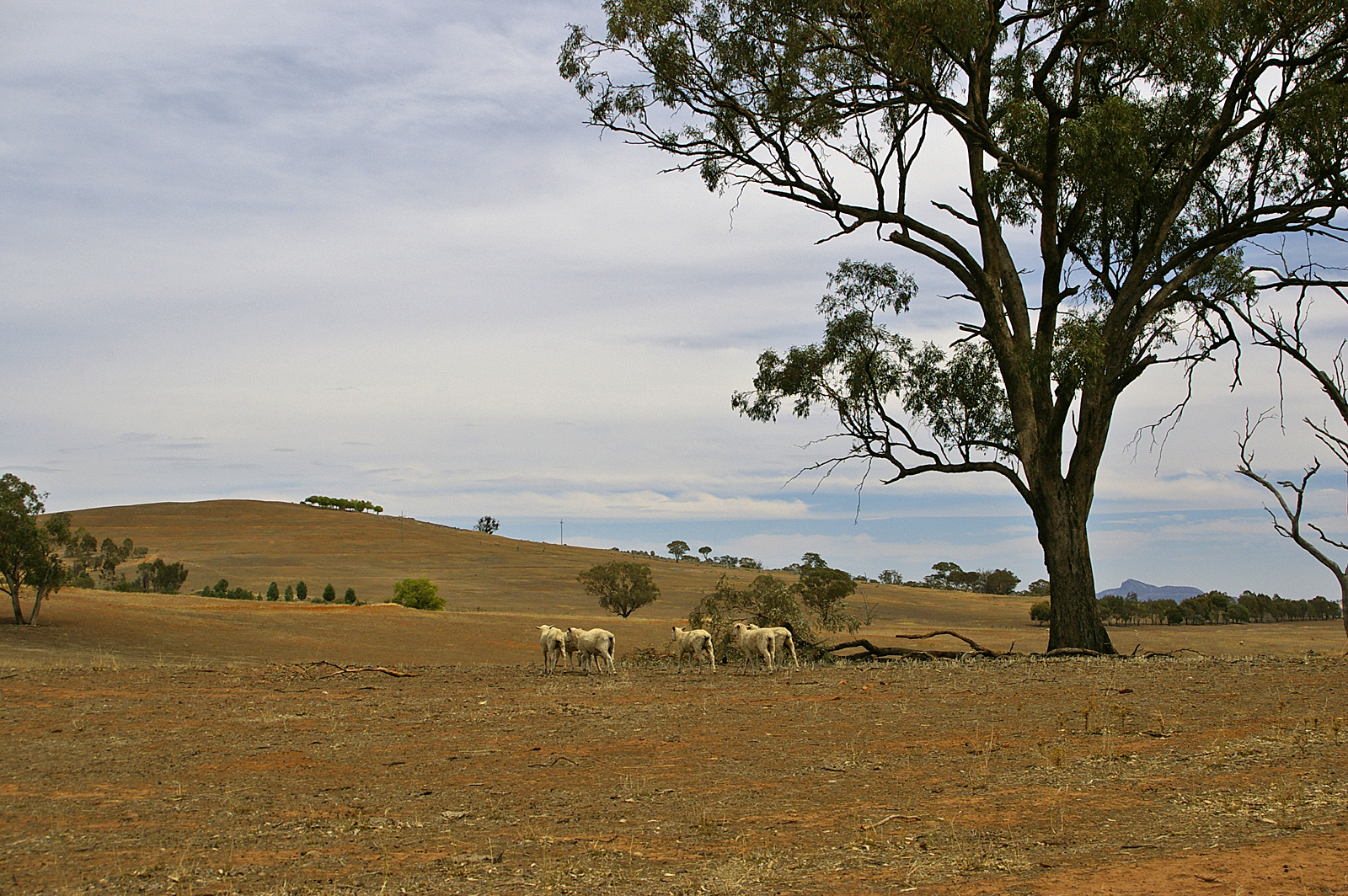
新南威尔士州遭受干旱影响的牧场
旱灾等自然灾害会对农业生产造成不利影响

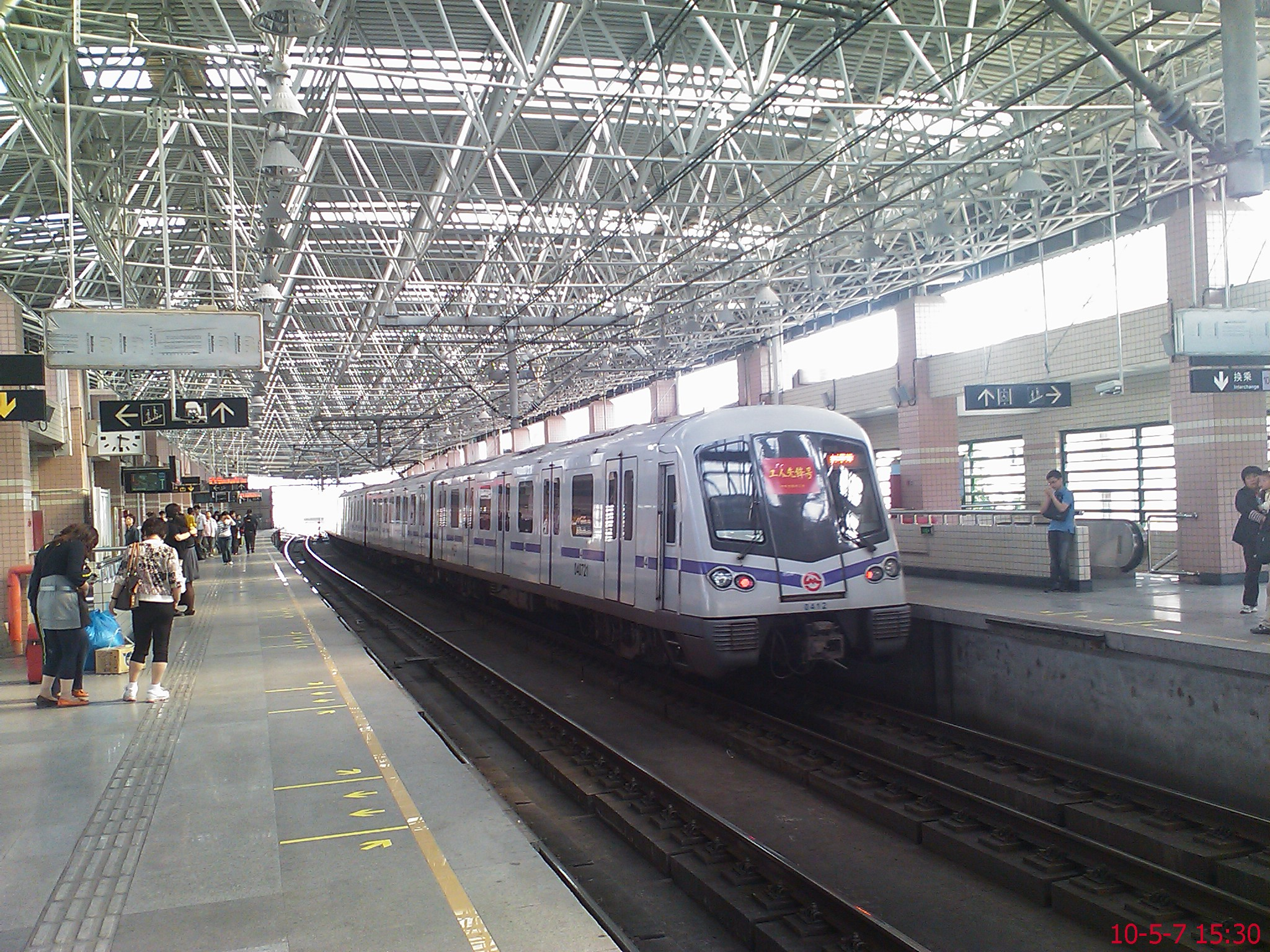
上海轨道交通4号线
规模较大的城市通常有轨道交通系统以方便民众出行

从人口迁移的角度看，唐纳德·伯格（Donald J. Bogue）等人提出了著名的“推-拉假说”，以解释乡村人口迁移至城市的的动因，即认为推动城市化发展的动力包括农村的推力和城市的拉力。
推力即是使人群离开乡村的因素，主要包括：
- 区域收入降低，导致当地经济衰退；
- 由经济衰退以外的原因导致的失业（例如机械化）；
- 政治、宗教、种族等形式的压迫或歧视；
- 个人发展空间受限；
- 大灾难，例如洪水、火灾、地震、战争等。

而拉力即为吸引人群去到城市的因素，主要包括：
- 对目的地更好的就业机会的感知；
- 目的地收入更高；
- 个人发展机会，例如更好的教育机会、组织协会等；
- 环境更好，例如气候、住房、学校等设施机构；
- 希望与目的地的亲人或其他重要的人居住；
- 各种社会或体育活动的吸引。

## 过程及现状
作为一种全球性的现象，城市化真正开始是在工业革命之后。从1800年至今，世界人口增长了6倍，其中世界城市人口增长了近60倍，世界城市化水平不断提高。城市化发展包括了城市化、郊区城市化、逆城市化和再城市化四个连续的过程。
- 城市化：人口向城市集中，乡村转变为城市，此为城市化进程的起步阶段。大多数发展中国家处于此阶段。
- 郊区城市化：部分城市人口向城市近郊流动，城市附近的郊区开始变成城市。此现象在新兴工业化国家中较为普遍[8]。
- 逆城市化：随着城市的发展，大型城市中心开始出现交通拥挤、犯罪率升高等问题，因此城市人口开始向郊区流动，市中心则出现衰退，並稱“城市空心化”。许多发达国家的大城市已经出现了此现象[8]。逆城市化还会造成城市人口的“钟摆式”移动，比如伦敦老城区里白天的人口可达一百多万，而夜间则只剩十几万[9]。
- 再城市化：政府和其它社会机构开始针对出现逆城市化的城市采取整治措施，使人口重新向市区回流。目前再城市化主要发生在发达国家的少数大城市中。

## 问题

### 过度城市化

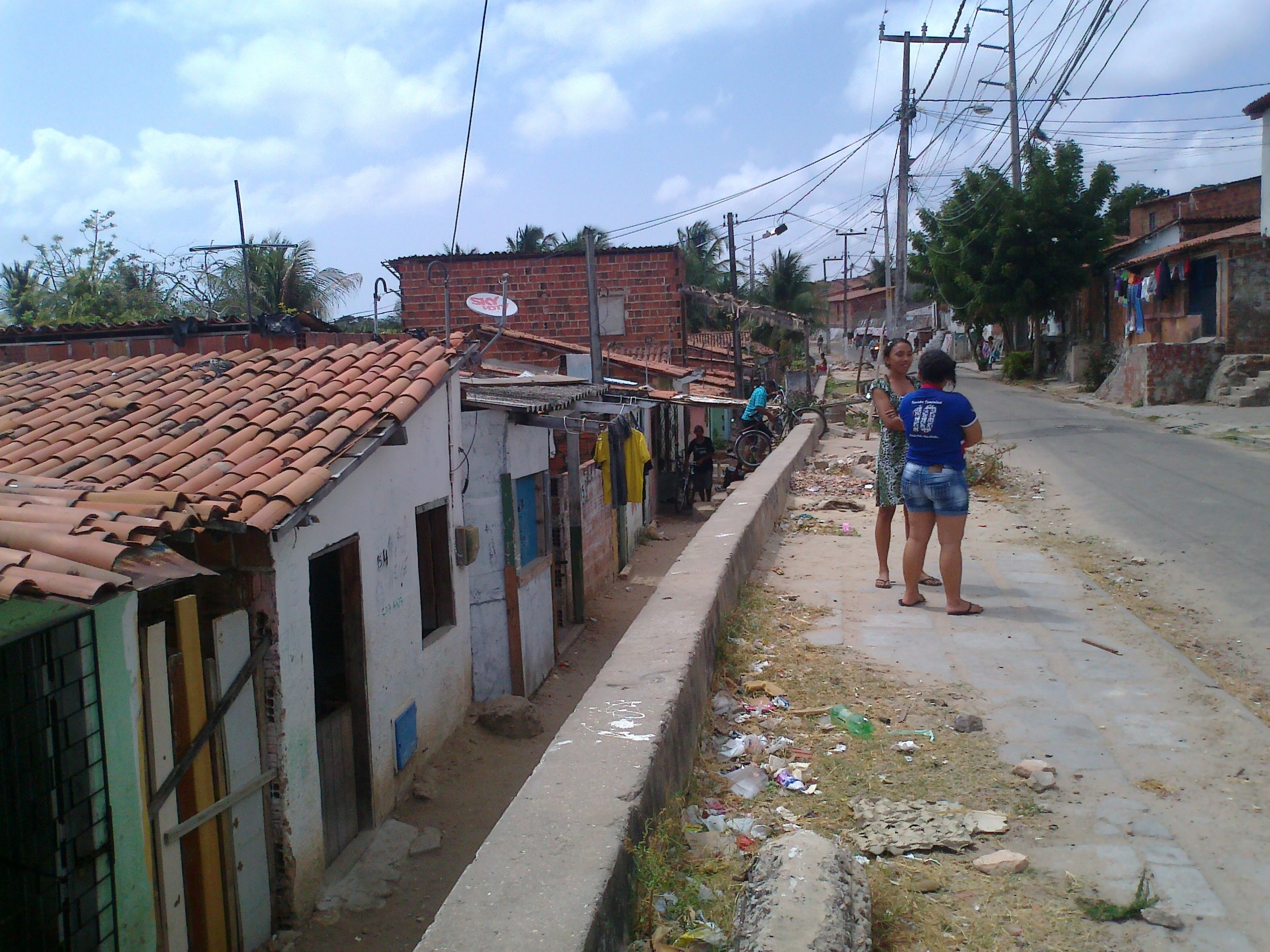
位于福塔雷萨的一处贫民窟
过度城市化的后果之一是城市被贫民窟包围

过度城市化（over-urbanization），或称虚假城市化（pseudo-urbanization），是指因城市发展水平和速度超出了当地的工农业发展水平而无力承担大量涌入的人口。由此导致城市人口严重超载、失业率居高不下、城市贫富悬殊、贫困人口向城市转移、城市被贫民窟包围、环境污染、治安混乱、社会失序、政局动荡、资源生态遭到破坏等后果。许多拉丁美洲国家正面临过度城市化的困扰。
欲避免过度城市化，需要注意控制大城市急剧扩张、保证城市发展建立在农业发展的基础上、遏制低效益的传统第三产业的过度膨胀以及合理地引导和调控人口流动。

### 滞后城市化
部分国家为了避免城乡对立问题和“城市病”，采取措施以限制城市化发展，使其低于国家工农业发展的水平。
城市化滞后的弊端有：
- 抑制了消费需求增长
- 阻碍了社会劳动生产率的提高
- 妨碍了农业产业化进程
- 阻碍了城镇建设和城市中心功能的发挥
- 阻碍了产业结构调整和第三产业的发展
- 影响了国民素质的提高
- 影响了环境保护和治理
- 影响了建设用地的集约使用

滞后城市化主要集中于东南亚国家。中国大陆在改革开放以前城市化明显滞后于工业化，滞后城市化十分明显。改革开放后中国滞后城市化现象有所好转，2011年的城市化率超过了50%，但是城市化仍然滞后于工业化。
欲解决滞后城市化问题，需要：
- 加速工业化进程，提高工业化质量
- 重新思考城市发展方针，构建合理的城市规模结构
- 制定法律规范小城镇的发展
- 建立城市社会新秩序，迎接城市社会的到来

### 环境问题

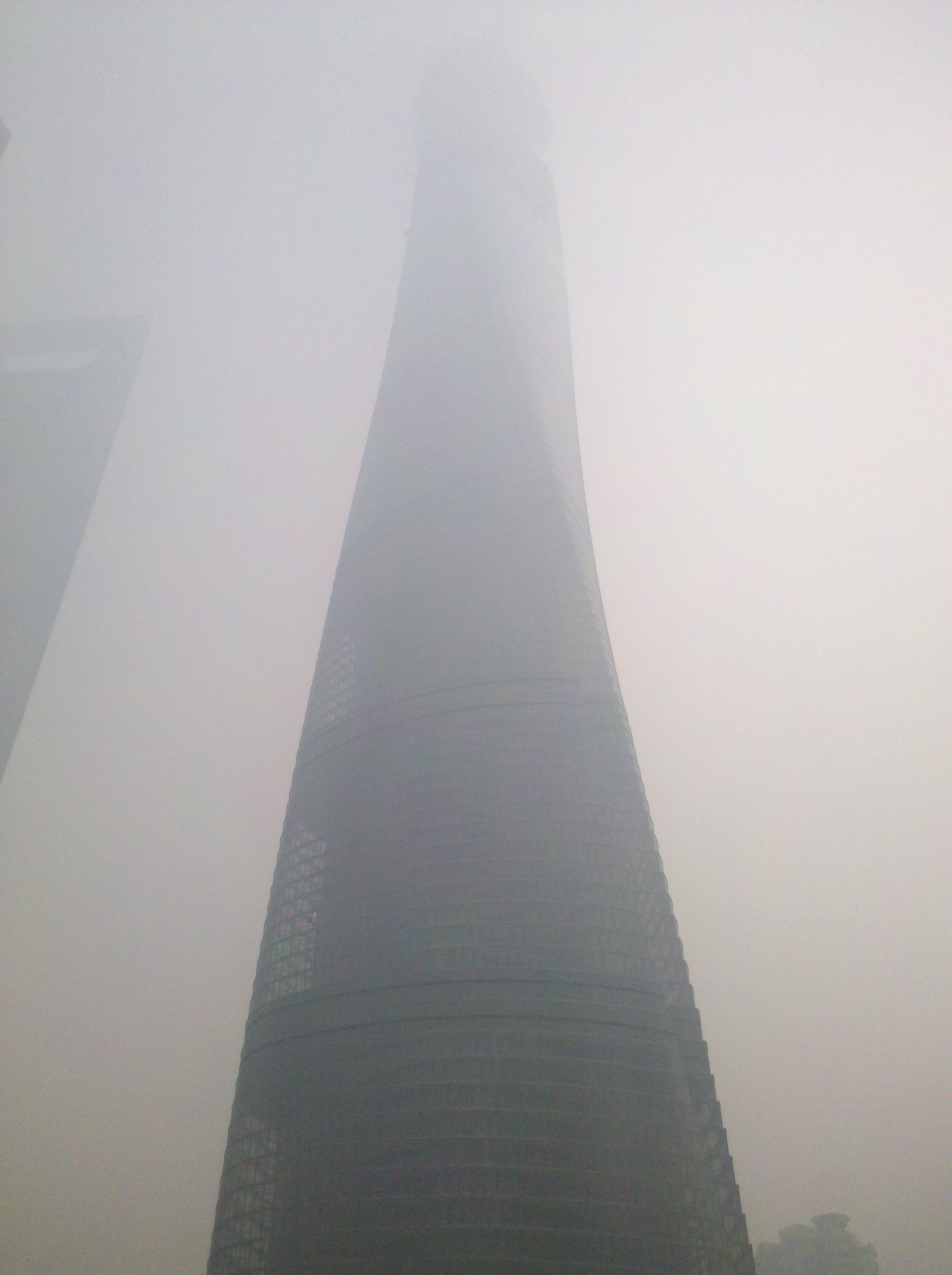
被雾霾环绕的上海中心大厦
城市化发展会带来空气污染问题

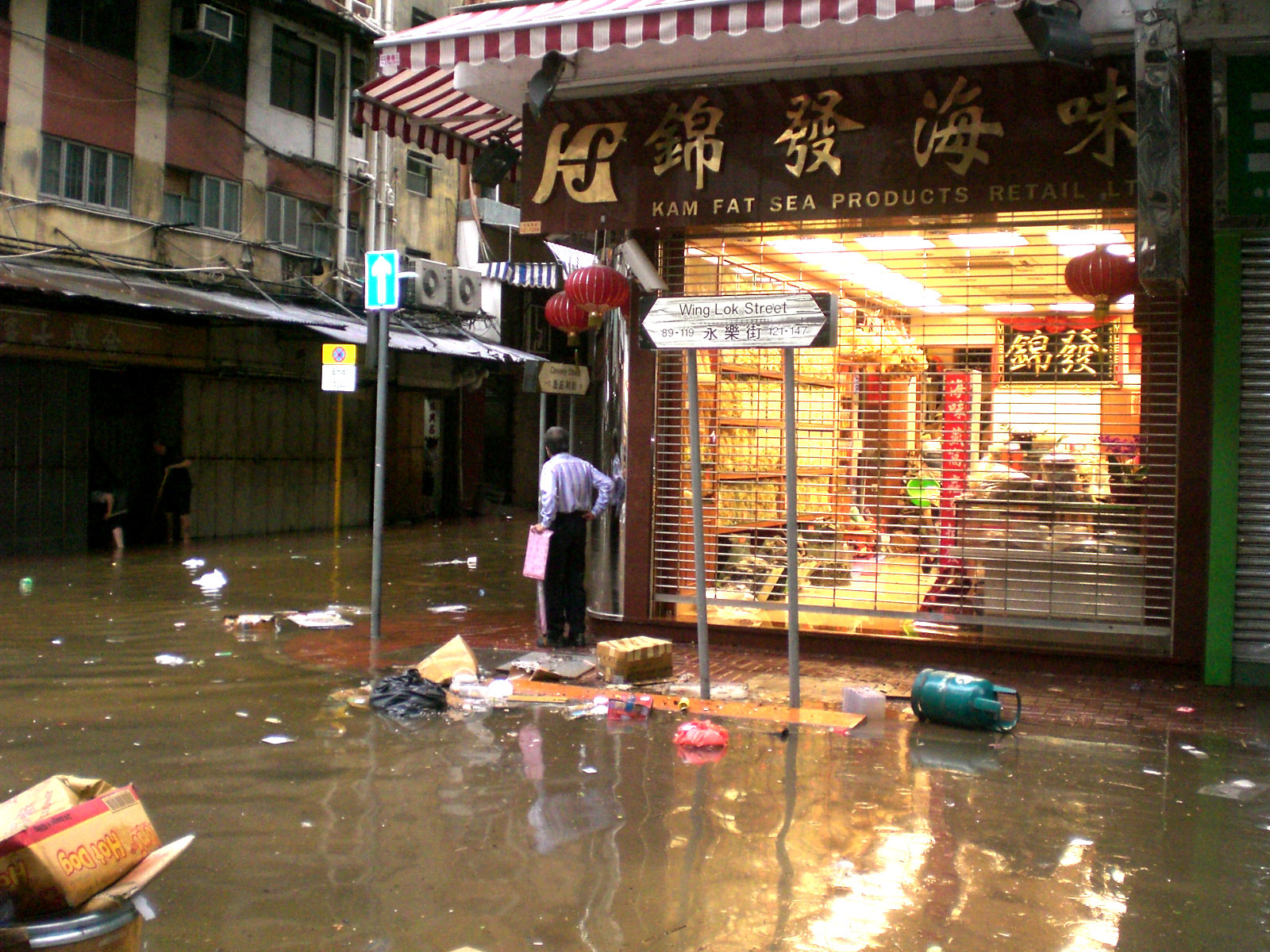
暴雨后被水淹没的香港永乐街
由于城市发展会对河网造成破坏，导致城市内涝概率增加

由于城市的人口和经济活动密集，城市化的快速发展会带来环境问题。
- 地形方面，由于人类在发展城市时对原有地形进行了改造，导致城市地区地形趋于平坦。因此容易造成水土流失以及滑坡、泥石流等地质灾害。
- 气候方面，城市活动会导致市区温度高于周边的郊区，产生热岛效应，影响了城市及周边地区的气候。温度差异还会导致空气流动，这会将城市的大气污染物带到郊区，也会将郊区工厂的废气带入城区。
- 水文方面，由于城市建设会对河网系统进行填埋以作为道路或建设用地，使许多河流成为断头河或死水河，令城市水系紊乱。由于河网受到破坏，残留的河道会因水体富营养化而变黑发臭。而城市在暴雨来临时则更容易出现内涝灾害。
- 生态方面，城市的生产生活污染破坏了当地的生态环境，导致城市生态系统十分脆弱。城市是人类对自然环境影响和改变最深刻的地方。城市中的污染主要表现为大气污染、水污染、固体垃圾污染和噪声污染。[15]